# Gero Hammer
Gero Hammer (* 26. Februar 1933 in Stettin) ist ein deutscher Dramaturg und war 20 Jahre lang Intendant des Hans Otto Theaters in Potsdam. Darüber hinaus war er Funktionär der DDR-Blockpartei NDPD und für diese Volkskammerabgeordneter. Nach der deutschen Wiedervereinigung war er von 1991 bis 1999 Gründungsintendant des Nordharzer Städtebundtheaters.

## Leben

### Wirken in der DDR
Hammer wurde am 26. April 1933 im pommerschen Stettin als Sohn eines Ingenieurs geboren. Nach Kriegsende floh seine Familie in die sowjetische Besatzungszone, wo er die Oberschule besuchte und 1951 das Abitur ablegte. Mit 16 trat Hammer der FDJ bei, achtzehnjährig wurde er 1951 Mitglied der NDPD. Nach dem Abitur erhielt Hammer die Zulassung zum Studium an der HUB und studierte bis 1954 Germanistik und Theaterwissenschaften. Er erwarb dabei das Diplom als Philologe. 1955 fand er eine Anstellung als Chefdramaturg an den Bühnen der Stadt Zwickau, 1960 folgte er einem Ruf an das Theater Cottbus, wo er bis 1962 als Chefdramaturg tätig war. Parteipolitisch trat Hammer erstmals 1956 als Mitglied des NDPD-Kreisvorstandes Zwickau-Stadt in Erscheinung, dessen Mitglied er bis zu seinem Wechsel nach Cottbus blieb. An seine Cottbusser Zeit schloss sich eine Rückkehr nach Berlin an, wo er zunächst von 1962 bis 1966 im Ministerium für Kultur unter Minister Hans Bentzien als stellvertretender Leiter der Abteilung Theater tätig war. Danach wechselte Hammer für 3 Jahre an die Volksbühne Berlin, wo er Eva Zapf als Chefdramaturgin ablöste und stellvertretender Intendant unter Karl Holan war. In dieser Berliner Zeit entwickelte sich auch Hammers Karriere in der NDPD. Zunächst wurde er Mitglied des Hauptausschusses seiner Partei, 1967 stellte die NDPD den Ministeriumsmitarbeiter für die Volkskammerwahlen auf. Beide Funktionen nahm er bis zur Auflösung der NDPD 1990 wahr. Mit der Verpflichtung von Benno Besson als Regisseur und Karl-Heinz Müller als neuen Chefdramaturgen endete Hammers Zeit an der Volksbühne zum 1. August 1969. Er wechselte zunächst wieder ans Ministerium für Kultur, wo er bis zum Sommer 1971 als wissenschaftlicher Mitarbeiter tätig war. Im Juni desselben Jahres wurde die Berufung Hammers zum neuen Intendanten des Hans Otto Theaters in Potsdam bekanntgegeben. Er löste Peter Kupke ab. In der Folge leitete Hammer das Theater 20 Jahre bis 1991. Er ist damit bis heute (2016) der dienstälteste Intendant der Potsdamer Spielstätte. Hammers Intendanz war zeitlebens geprägt von Neubauplänen, die aber immer wieder zurückgestellt wurden. 1989 konnte er zwar den Spatenstich für eine neue Spielstätte erleben, der Rohbau wurde aber 1991 wieder abgerissen. In der Zeit der politischen Wende in der DDR trat Hammer kurzzeitig auch wieder überregional in Erscheinung. Beim 14. Parteitag der NDPD im Januar 1990 stellte er sich als einer von vier Kandidaten für den Vorsitz der Partei zur Wahl. Hammer fiel durch, wurde aber erneut in den Hauptausschuss der Partei gewählt. Nachdem die NDPD Ende März 1990 im Bund Freier Demokraten aufging, gehörte Hammer dessen Parteivorstand an. In den Koalitionsverhandlungen zur Regierung de Maizière wurde Hammer vom BFD für das Amt des Kulturministers vorgeschlagen, aber nicht berücksichtigt. Kulturpolitisch hatte sich Hammer bereits ab Januar 1990 hervorgetan, indem er in Gesprächen mit dem Kulturministerium sich vehement für einen Fortbestand der künstlerischen Strukturen der DDR einsetzte. Diese Bemühungen mündeten im März 1990 in der Gründung des Deutschen Bühnenbundes der DDR e.V., zu dessen Präsident Hammer gewählt wurde. Ende Mai 1990 berief Ministerpräsident Lothar de Maiziere in der Nachfolge des umstrittenen Hans Bentzien den Theaterintendanten Hammer zum Generalintendant des wieder eingerichteten Deutschen Fernsehfunks sowie des Hörfunks der DDR. Mit der Begründung von Branchenfremdheit als Theatermann und seinen politischen Funktionen lehnte jedoch der Medienkontrollrat Hammer ab.

### Wirken in der Bundesrepublik
Im Zuge der Diskussion um einen Erhalt und Neubau des Potsdamer Theaters, in die sich Hammer wortstark einschaltete, wurde er am 5. September 1990 vom Potsdamer Magistrat von seiner Funktion als Intendant entbunden. Laut der damaligen Kulturstadträtin Saskia Hüneke handelte es sich um eine „notwendige Entscheidung grundsätzlicher politischer Art. Dieser Beschluss stünde im Zusammenhang mit den Abberufungen alter Berufskader in anderen Bereichen wie dem Bildungswesen, die mit dem alten Herrschaftssystem verflochten waren“. Hammer erfuhr von diesem Beschluss aus der Zeitung und protestierte per Brief beim Potsdamer Oberbürgermeister. Die Potsdamer Stadtverordneten Versammlung versagte kurz darauf den Beschluss seine Zustimmung, so dass Hammer bis zum Ende seines Arbeitsvertrages am 31. Juli 1991 Intendant in Potsdam blieb. Im September 1991 wechselte er nach Halberstadt, wo er Intendant des Nordharzer Städtebundtheaters mit Bühnen in Halberstadt, Quedlinburg und Ballenstedt wurde. 1999 ging Hammer in Rente, er wurde von Kay Metzger abgelöst. Politisch engagierte sich Hammer jedoch weiterhin. Er begründete die „Wählervereinigung Bürger unseres Kreises ohne Parteibuch“ (BUKO) und saß für diese Wählervereinigung zeitweise im Halberstädter Stadtrat.